# Muxta
Muxta este un gen de insecte lepidoptere din familia Arctiidae.

Cladograma conform Catalogue of Life:
| Muxta | \| \| Muxta termineola \| \| \| \| \| \| Muxta xanthopa \| \| \| \| |
|       | \| \| Muxta termineola \| \| \| \| \| \| Muxta xanthopa \| \| \| \| |
|       | Muxta termineola                                                    |
|       |                                                                     |
|       | Muxta xanthopa                                                      |
|       |                                                                     |